# Na Górce (Sorbin)
Na Górce – część wsi Sorbin w Polsce, położona w województwie świętokrzyskim, w powiecie skarżyskim, w gminie Bliżyn.
W latach 1975–1998 Na Górce administracyjnie należało do województwa kieleckiego.